# 17th Lancers

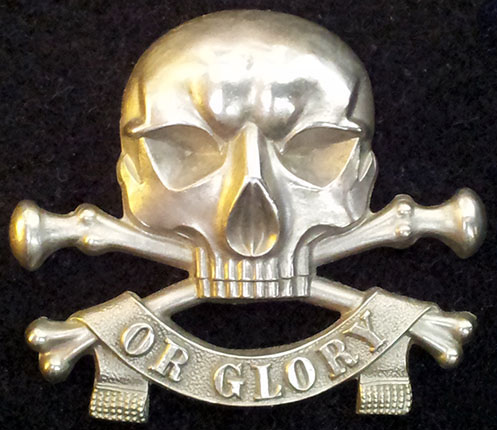
Mützenabzeichen der 17th Lancers

Die 17th (Duke of Cambridge’s Own) Lancers, vormals 17th Regiment of (Light) Dragoons, waren ein leichtes Kavallerieregiment der britischen Armee, das von 1759 bis 1922 bestand.

## Geschichte

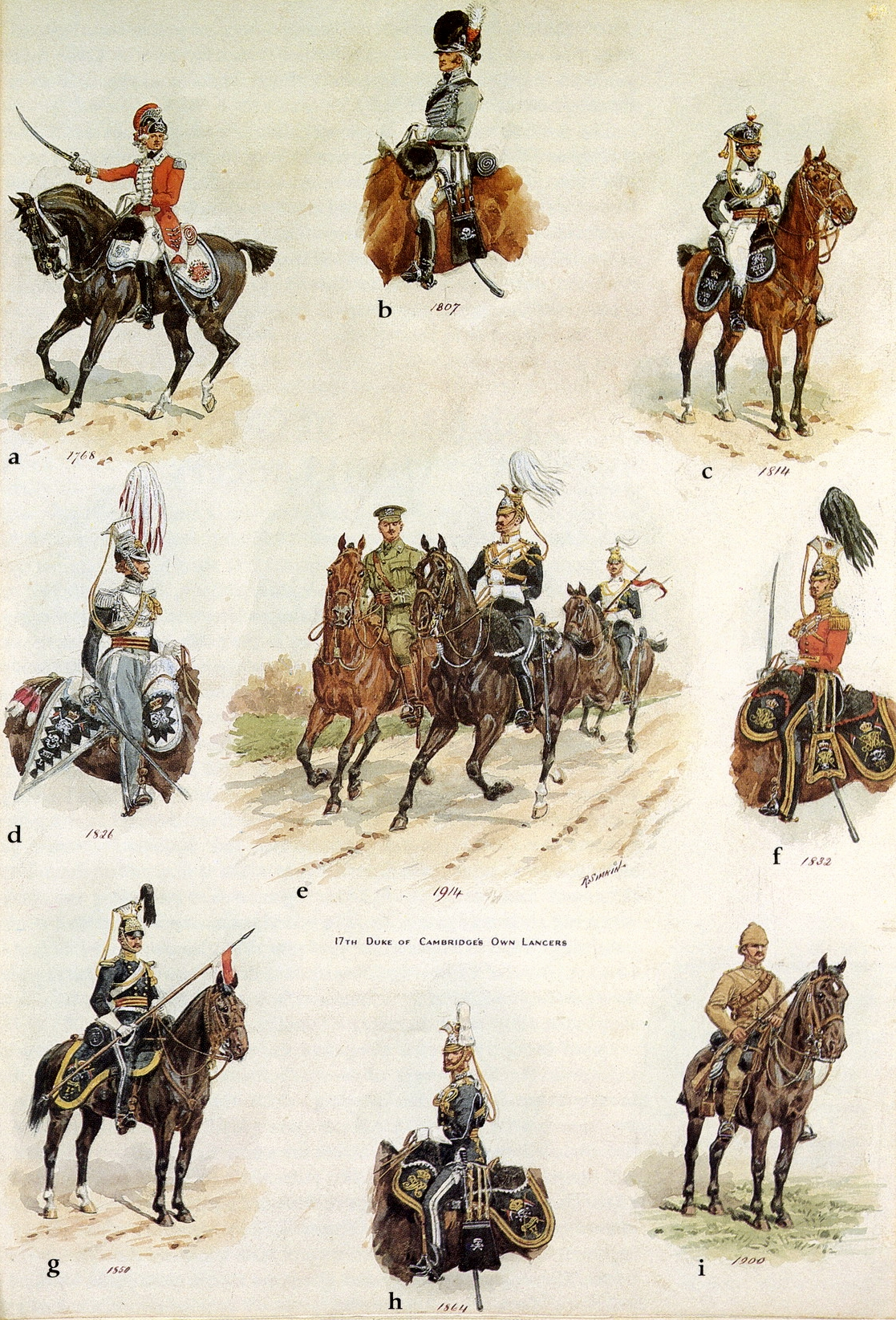
Uniformen des Regiments (1768–1914)

1759 wurde der Kommandeur des 47th Regiment of Foot John Hale (1728–1806) mit der Nachricht vom Tod von General James Wolfe in der Schlacht auf der Abraham-Ebene nach Großbritannien zurückgeschickt. Als Belohnung wurde er beauftragt, als Regiments-Colonel ein neues Regiment leichter Dragoner aufzustellen. Entsprechend gründete er am 7. Dezember 1759 in Hertfordshire ein Regiment, dass zunächst als 18th Regiment of (Light) Dragoons benannt wurde. Zur Erinnerung an General Wolfes Tod war das Mützenabzeichen des Regiments ein Totenkopf mit gekreuzten Knochen und sein Motto „Tod oder Ruhm“ (Death or Glory). Am 27. April 1763 wurde das Regiment zu 17th Regiment of (Light) Dragoons umbenannt.
1823 wurde die Rolle des Regiments zu Ulanen geändert und das Regiment zu 17th Regiment of (Light) Dragoons (Lancers) umbenannt. Am 17. August 1861 wurde der Regimentsname zu 17th Regiment of Lancers gekürzt und am 19. Juni 1876 zu Ehren des Prince George, 2. Duke of Cambridge zu 17th (Duke of Cambridge’s Own) Lancers geändert.
Am 1. Januar 1921 wurde der Regimentsname zu 17th Lancers (Duke of Cambridge’s Own) umgestellt und das Regiment am 27. Juli 1922 mit den 21st Lancers (Empress of India’s) zu den 17th/21st Lancers verschmolzen. Diese wurden 1993 mit den 16th/5th The Queen’s Royal Lancers zum Regiment der Queen’s Royal Lancers und dieses 2015 mit den 9th/12th Royal Lancers (Prince of Wales’s) zu den Royal Lancers (Queen Elizabeths’ Own) verschmolzen. Die Royal Lancers führen die Tradition der 17th Lancers bis heute weiter.

## Colonels
Colonel-in-Chief des Regiments war:
- 1876–1904: Field Marshal Prince George, 2. Duke of Cambridge

Colonel of the Regiment waren:
- 1763–1770: General John Hale
- 1770–1782: Lieutenant-General George Preston
- 1782–1785: General Hon. Thomas Gage
- 1785–1795: Major-General Thomas Pelham-Clinton, 3. Duke of Newcastle
- 1795–1822: General Oliver De Lancey
- 1822–1829: General Lord Edward Somerset
- 1829–1839: Lieutenant-General Sir John Elley
- 1839: Lieutenant-General Sir Joseph Straton
- 1839–1842: General Sir Arthur Benjamin Clifton
- 1842–1852: Field Marshal Prince George, 2. Duke of Cambridge
- 1852–1854: Major-General Thomas William Taylor
- 1854–1867: General Sir James Maxwell Wallace
- 1867–1875: Lieutenant-General Charles William Morley Balders
- 1875–1884: General John Charles Hope Gibsone
- 1884–1892: General Henry Roxby Benson
- 1892–1908: Lieutenant-General Sir Drury Curzon Drury-Lowe
- 1908–1912: Major-General Thomas Arthur Cooke
- 1912–1922: Field Marshal Douglas Haig, 1. Earl Haig

## Battle Honours
Dem Regiment wurden folgende Battle Honours verliehen (englische Originalbezeichnungen):
- Alma
- Balaklava
- Inkerman
- Sevastopol
- Central India
- South Africa 1879
- South Africa 1899–1902
- Festubert 1914
- Somme 1916
- Somme 1918
- Morval
- Cambrai 1917
- Cambrai 1918
- St. Quentin
- Avre
- Lys
- Hazebrouck
- Amiens
- Hindenburg Line
- St. Quentin Canal
- Beaurevoir
- Pursuit to Mons
- France and Flanders 1914–18